# Арджи
Арджи (другие названия этого озера: Арджиам, Арджи-Ам, Цастой-Ам, Амичу, Малое Форельное) — озеро в Ботлихском район Дагестана. Площадь озера — 0,14 км². Площадь водосборного бассейна — 1,8 км².
Озеро Арджи лежит на высоте 2052 метра над уровнем моря к северо-западу от сёл Чанко и Тасута и к западу от Цибилты и реки Чанковская на северо-западном склоне горы Чанхо. Его глубина — 15 метров. Имеет запрудное происхождение. Размеры озера меняются в зависимости от сезона, длина — от 400 до 700 метров, ширина от 100 до 150 метров. Возраст озера не более 200 лет. Сформировавший его оползень постепенно размывается.
Вблизи озера происходили военные действия во время Кавказской войны.
Код водного объекта в государственном водном реестре — 07030000111109300000361.